# Lưới tận
Lưới tận (tiếng Anh: terminal web) là hệ thống lưới có trong bào tương phần ngọn của nhiều tế bào biểu mô. Lưới tận được cấu tạo chủ yếu từ các sợi actin được bền hóa bởi spectrin có chức năng gắn kết lưới tận vào phần ngọn bào tương. Sự hiện diện của myosin II và tropomyosin đã giải thích khả năng co bóp của lưới tận. Khi co lại, lưới tận làm giảm đường kính bào tương phần ngọn, khiến vi nhung mao vốn được neo vào lưới tận thông qua các sợi actin, lan rộng ra. Sự lan rộng của vi nhung mao giúp tế bào hấp thu chất.